# کادریکوو
کادریکوو (انگلیسی: Kadrikovo) یک شهرک در شهرستان بورایفسکی باشقیرستان کشور روسیه است.